# سنگ‌نگاره‌های دیوین دسته ۵
سنگ نگاره‌های دیوین دسته ۵ مربوط به هزاره ۶–۳ قبل از میلاد است و در شهرستان همدان، بخش مرکزی، دهستان ابرو، روستای دیویجین، دره دیوین واقع شده و این اثر در تاریخ ۱۵ دی ۱۳۸۷ با شمارهٔ ثبت ۲۴۳۱۴ به‌عنوان یکی از آثار ملی ایران به ثبت رسیده است.